# Serizono Miya
Serizono Miya (芹園みや) là một nữ diễn viên lồng tiếng người Nhật chuyên đảm nhận những vai diễn trong trò chơi điện tử dành cho người lớn.

## Vai lồng tiếng

### OVA
- G-Taste
- Imōto Jiro
- Magical Canan

### Trò chơi
- A Profile
- After... - Shiomiya Kanami
- Ane, Chanto Shiyō Yō
- Ane to Boin
- Baldr Force EXE
- Blue
- Edelweiss - Takase Sakura
- Figyu @ Mate
- Galzoo Island
- Koihime Musō - Rinrin, Kayū
- Légion d'honneur
- Magical Canan
- Maple Colors
- Meguri, Hitohira
- Miageta Sora ni Ochite Iku
- Miko Miko Nurse
- MOON. - Nakura Yui
- ONE ~Kagayaku Kisetsu e~ - Shiina Mayu
- Rui wa Tomo o Yobu
- Sensei da - Isuki
- Shamana Shamana: Tsuki to Kokoro to Taiyō no Mahō
- Sharin no Kuni, Himawari no Shōjo - Mitsuhiro Sachi
- Shin Koihime Musō - Rinrin, Kayū
- Sharin no Kuni, Yūkyū no Shōnenshōjo
- Sora no Iro, Mizu no Iro - Mizushima Asa
- Soul Link
- Tamamura
- Xross Scramble

### Anime
- Koihime Musō - Rinrin, Kayū
- Shin Koihime Musō - Rinrin, Kayū
- Shin Koihime Musō: Otome Tairan - Rinrin, Kayū.